# Дейлі Ікспрес
Daily Express (МФА /ˈdeɪlɪ iksˈpres/, укр. Щоденний Експрес) — щоденний таблоїд, що виходить у Великій Британії. Видання є головною газетою Express Newspapers, що є дочірньою компанією холдингу Northern & Shell, чиїм одноосібним власником є Річард Десмонд. Щоденний наклад газети у липні 2011 року становив 625,952.

## Історія
Daily Express була заснована 1900 року сером Артуром Пірсоном. Журналіст Артур Пірсон, який пройшов школу Джорджа Ньюнеса, накопичив достатній капітал, щоб стати власником щоденної "Morning Herald" (газета відома тим, що у бутність просто Morning  першою завела регулярну «колонку чуток», яка до того ж завжди йшла за підписом автора, що також було рідкістю). У квітні 1900 р.  новий власник перейменував видання в "Daily Express and Morning Herald" , а у вересні 1900 р. просто Daily Express. До цього Пірсон побував кілька разів в Америці і пройшов там «курс підвищення кваліфікації» у засновників «жовтої журналістики», зокрема у Пулітцера. При першому ж погляді на Daily Express читачі виявляли в ній мало не двійника хармсвортської Evening news. Незабаром Пірсон прикупив ще дві щоденні газети (Standard і Evening Standard) і кілька регіональних видань в Бірмінгемі, Ньюскалі та Лестері, досягнувши рівня  Альфреда Хармсворта.
1916 року Макс Еткен викупив контрольний пакет акцій видання за £17,500. Завдяки його діяльності тираж Daily Express до 1936 року склав 2,25 млн, зробивши її газетою із найбільшим тиражем у світі. 1944 року продажі газети перевалили за 3 млн, а 1944 року — за 4 млн. Газета панувала на ринку до смерті Макса Айткена 1964 року. Express перейшла на формат таблоїда 1977 року, 1985 року її купила компанія United Newspapers. 1989 року Express Group переїхала на Ладґейт-стріт. 1995 року газету перейменували на The Express, проте згодом  повернули стару назву — Daily Express.
У листопаді 2000 року газету купила компанія Northern & Shell, якою володіє Річард Десмонд.

## Редактори

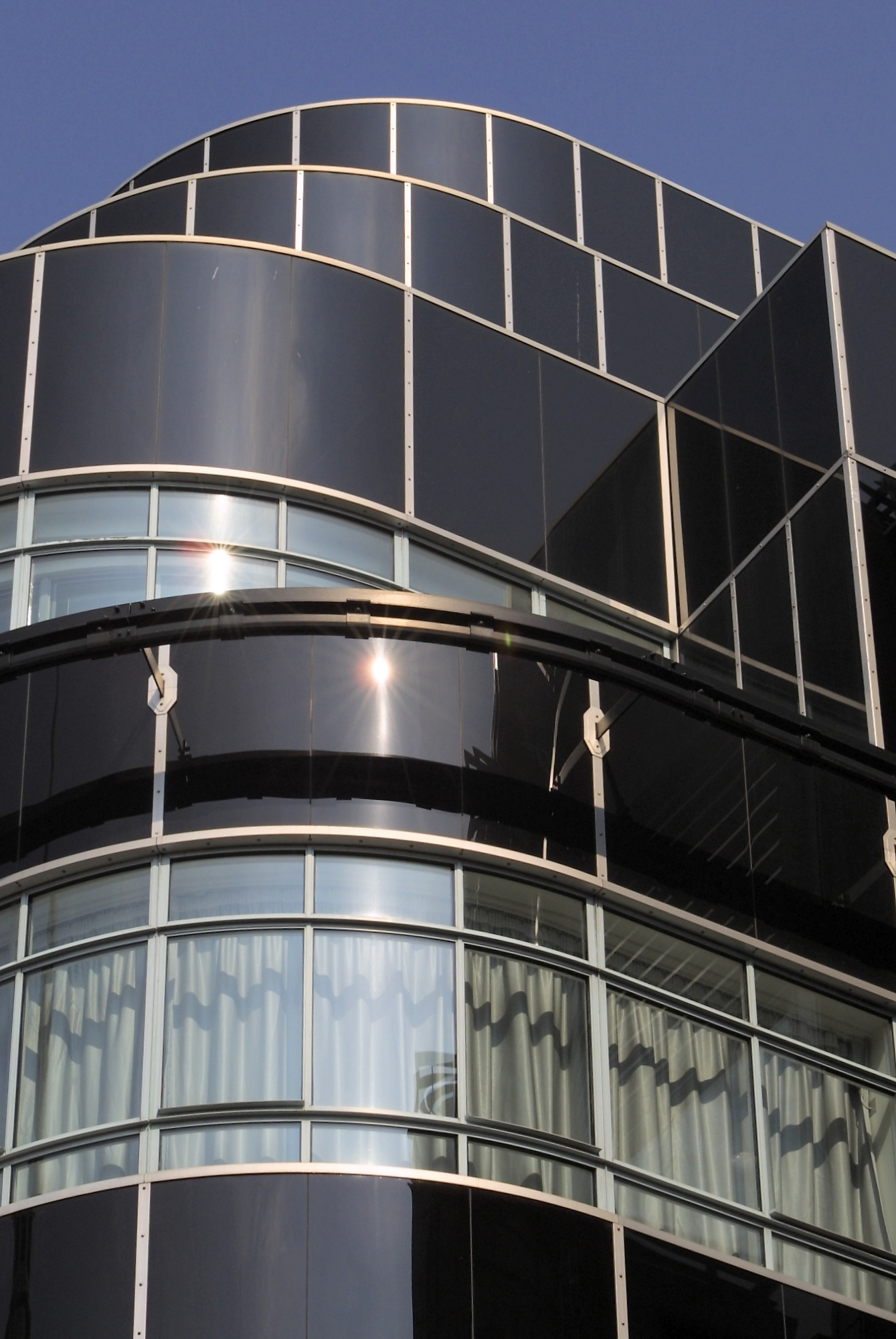
Будівля Daily Express, Лондон

| №  | Редактор (укр.)          | Редактор (англ.)          | Роки роботи                  |
| -- | ------------------------ | ------------------------- | ---------------------------- |
| 1  | Артур Пірсон             | Arthur Pearson            | квітень 1900–1901            |
| 2  | Бертрам Флетчер Робінсон | Bertram Fletcher Robinson | липень 1900 — травень 1904   |
| 3  | Р. Д. Блюменфельд        | R. D. Blumenfeld          | 1909-1929                    |
| 4  | Беверлі Бакстер          | Beverley Baxter           | 1929 — жовтень 1933          |
| 5  | Артур Крістіансен        | Arthur Christiansen       | 1933 — серпень 1957          |
| 6  | Едвард Пікерінг          | Edward Pickering          | 1957-1961                    |
| 7  | Роберт Едвардс (в.о.)    | Robert Edwards            | листопад 1961 — лютий 1962   |
| 8  | Роджер Вуд               | Roger Wood                | 1962 — травень 1963          |
| 9  | Роберт Едвардс           | Robert Edwards            | 1963 — липень 1965           |
| 10 | Дерек Маркс              | Derek Marks               | 1965 — квітень 1971          |
| 11 | Ян МакКолл               | Ian McColl                | 1971 — жовтень 1974          |
| 12 | Алістер Бернет           | Alastair Burnet           | 1974 — березень 1976         |
| 13 | Рой Райт                 | Roy Wright                | 1976 — серпень 1977          |
| 14 | Дерек Джеймсон           | Derek Jameson             | 1977 — червень 1980          |
| 15 | Артур Ферт               | Arthur Firth              | 1980 — жовтень 1981          |
| 16 | Крістофер Ворд           | Christopher Ward          | 1981 — квітень 1983          |
| 17 | Сер Ларрі Лемб           | Sir Larry Lamb            | 1983 — квітень 1986          |
| 18 | Сер Ніколас Ллойд        | Sir Nicholas Lloyd        | 1986 — листопад 1995         |
| 19 | Річард Аддіс             | Richard Addis             | листопад 1995 — травень 1998 |
| 20 | Розі Бойкот              | Rosie Boycott             | травень 1998 — січень 2001   |
| 21 | Кріс Вільямс             | Chris Williams            | січень 2001 — грудень 2003   |
| 22 | Пітер Хілл               | Peter Hill                | грудень 2003 — лютий 2011    |
| 23 | Г'ю Віттов               | Hugh Whittow              | лютий 2011 —                 |